# Őrzött felfüggesztés
Az őrzött felfüggesztés egy konkurrens programtervezési minta. Olyan műveletekhez használják, amelyek igényelnek egy lockot és egy előfeltételt is teljesíteni kell. Tipikusan metódushívásokhoz használják, és magában foglalja a hívás és a hívó felfüggesztését, ameddig nem teljesül a művelet feltétele.

## Használata
Mivel blokkol, ezért csak akkor szabad használni, ha tudjuk, hogy a feltétel véges idő múlva biztos teljesülni fog. Ha a felfüggesztés túl sokáig tart,akkor az egész program leállhat, vagy lelassulhat a feltétel teljesülésére várva. Ha előfordulhat, hogy a feltétel hosszú ideig nem teljesül, akkor a balking minta az ajánlott.

## Megvalósítása
Javában az Object osztály biztosítja a wait() és a notify(), valamint a notifyAll() metódusokat az őrzött felfüggesztéshez. Az alábbi példában, ami eredetileg Kuchana (2004) műve, ha a metódushívás feltétele nem teljesül, akkor a hívónak várnia kell a feltétel teljesülésére.
```
public
 
class
 
Example
 
{

    
synchronized
 
void
 
guardedMethod
()
 
{

        
while
 
(
!
preCondition
())
 
{

            
try
 
{

                
// Continue to wait

                
wait
();

                
// …

            
}
 
catch
 
(
InterruptedException
 
e
)
 
{

                
// …

            
}

        
}

        
// Actual task implementation

    
}

    
synchronized
 
void
 
alterObjectStateMethod
()
 
{

        
// Change the object state

        
// …

        
// Inform waiting threads

        
notify
();

    
}

}

```

Az őrzött felfüggesztés használatára példa lehet egy sor, get() és put() műveletekkel. A get() műveletet elé van látva egy őrrel, ami jelzi, hogy van-e elem a sorban. Ha a put() értesíti a várakozókat arról, hogy elem került a sorba, akkor a get() kiléphet őrzött állapotából, és folytathatja a hívást. Ha a sor kiürül, akkor a get() újra őrzött állapotba kerül.

## Fordítás
Ez a szócikk részben vagy egészben  a   Guarded suspension című angol Wikipédia-szócikk fordításán alapul.  Az eredeti cikk szerkesztőit annak laptörténete sorolja fel. Ez a jelzés csupán a megfogalmazás eredetét és a szerzői jogokat jelzi, nem szolgál a cikkben szereplő információk forrásmegjelöléseként.